# Sanavirón Insel
Die Sanavirón Insel ist eine Insel in der Gruppe der Debenham-Inseln vor der Fallières-Küste des Grahamlands auf der Antarktischen Halbinsel. Sie liegt vor der Mündung des Northeast-Gletschers in der Marguerite-Bucht südöstlich der Audrey-Insel.
Teilnehmer einer von 1950 bis 1951 durchgeführten argentinischen Expedition identifizierten sie irrtümlich als zwei Inseln und benannten sie als Islotes Sanavirón. Namensgeber ist der Schlepper Sanavirón, der ab 1948 bei zahlreichen argentinischen Forschungsfahrten in die Antarktis eingesetzt wurde und in diesem Gebiet für Vermessungsarbeiten im Einsatz war. Eine hydrographische Vermessungseinheit der Royal Navy klärte den Irrtum 1966 auf und das UK Antarctic Place-Names Committee passte 1971 dementsprechend die Benennung als einzelne Insel an.